# Mohamed Kamal Fadel
Mohamed Kamal Fadel (arabisch محمد فاضل كمال; ) ist ein Diplomat der Demokratischen Arabischen Republik Sahara (SADR).

## Werdegang
An der University of Kent erhielt Fadel einen Master of Arts im Studiengang Internationale Beziehungen.
Fadel ist seit 1986 für die Demokratische Arabische Republik Sahara als Diplomat tätig. Zunächst war er in Algerien, Indien und dem Iran tätig. Von 1995 bis 1999 arbeitete Fadel im Vereinigten Königreich und Irland als stellvertretender Repräsentant der Polisario.
Seit 1999 ist Fadel Repräsentant der Polisario in Sydney für Australien, Neuseeland und die Südpazifikregion. Ab April 2009 war er zudem der erste Botschafter der Westsahara in Osttimor. Seit 2010 gibt es auch eine Botschaft der Demokratischen Arabischen Republik Sahara in Osttimors Landeshauptstadt Dili. Der südostasiatische Staat sieht Gemeinsamkeiten in der eigenen Geschichte und der Bestrebung nach Unabhängigkeit mit der Demokratischen Arabischen Republik Sahara. Das Amt hatte er bis Juni 2010 inne und wurde in Dili von Mohamed Salama Badi abgelöst. Fadel blieb aber Repräsentant für Australien und Neuseeland.

## Sonstiges
Fadel spricht Hassania (ein arabischer Dialekt), Englisch, Französisch und Spanisch.